# Кеджері
Кеджері (англ. Kedgeree) — традиційна страва британської (англійської та шотландської) кухні з нарізаної відвареної риби (традиційно  — копченої пікші), відварного рису, петрушки, круто зварених яєць, каррі, олії, вершків та родзинок. Рецепти в залежності від місцевості можуть відрізнятися та включати додаткові інгредієнти. Страва може подаватися як гарячою, так і холодною; замість пікші може використовуватися й інша риба, у тому числі лосось чи тунець, хоч це не є традиційним[1].
Вважається, що кеджері походить від індійської страви кічарі[2], що з'явилась приблизно в 1340-х роках або раніше, і було завезена до Великої Британії в середині XIX століття, коли більшість Індії вже була колонізована англійцями, і стала частиною популярних «індійських сніданків»[3].